# René Pleven

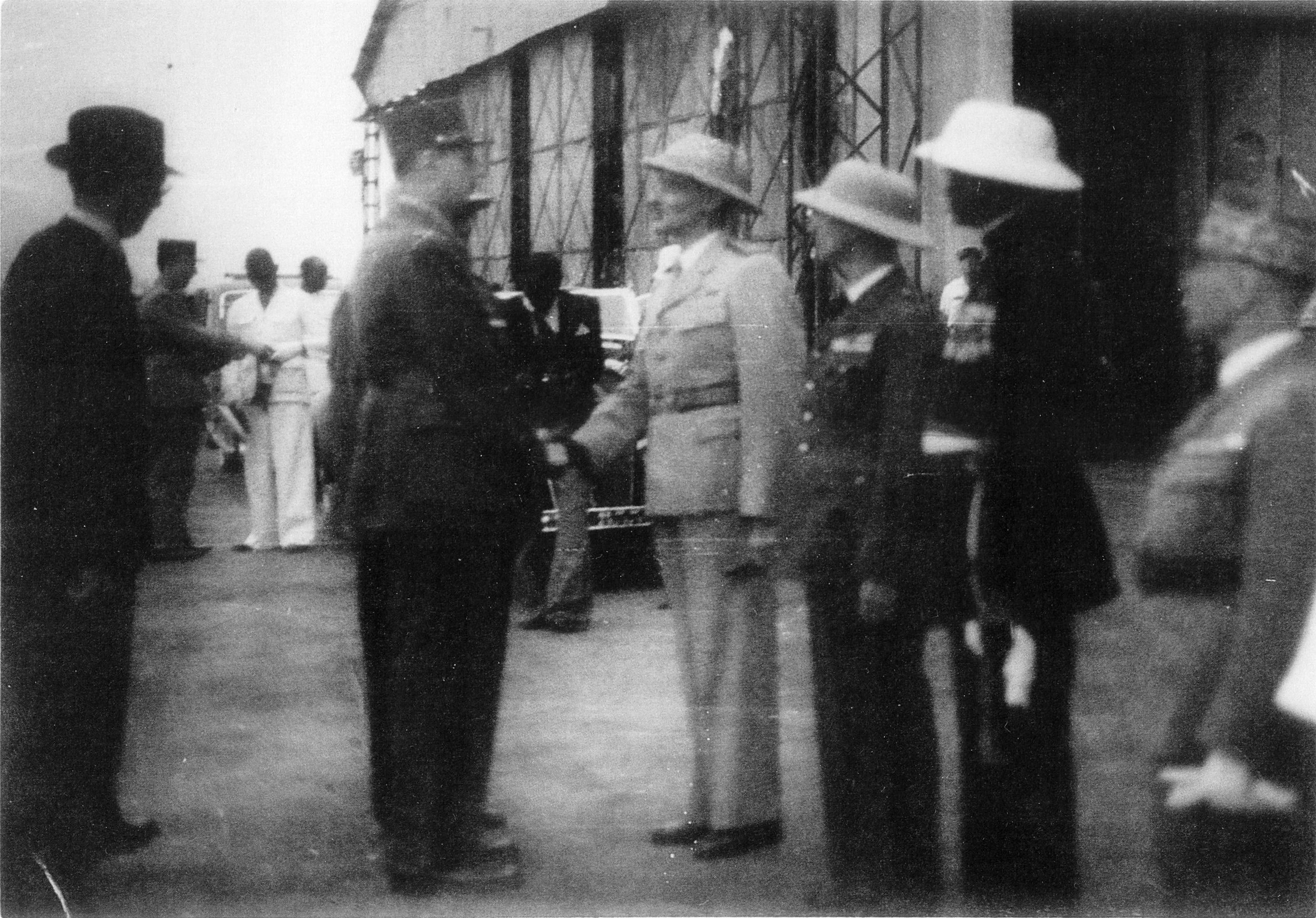
René-Jean Pleven, a l'esquerra, el 1943

René-Jean Pleven (Rennes, 13 d'abril del 1901 - París, 13 de gener del 1993), fou un polític liberal francès. Va participar en la fundació de la Unió democràtica i socialista de la Resistència.
Fou primer ministre francès en dues ocasions, del 12 de juliol del 1950 al 10 de març del 1951, i de l'11 d'agost del 1951 fins al 20 de gener del 1952. En aquells moments França vivia la inestabilitat d'una IV República sorgida de la Segona Guerra Mundial.
El model de la IV República fou molt dèbil i va comportar diverses crisis de govern, que no se solucionaren fins que Charles de Gaulle tornà a la política per refundar el dèbil estat francès i crear la V República de caràcter presidencialista. Pleven va estar condicionat per un parlament molt fragmentat (Nacionalistes gaullistes, radicals, socialistes, comunistes...) que tenia una capacitat de poder molt superior a les atribucions presidencials (que fins De Gaulle no s'enforteixen). Pleven a més, és autor d'un dels projectes d'integració europea que va portar el seu nom: el pla Pleven. Consistia a avançar enormement en la construcció d'Europa a través d'una integració política que anés més enllà de la simplement econòmica que defensaven Jean Monnet o Robert Schuman. Aquest pla era molt poc realista, i únicament una excusa francesa per no armar Alemanya.